# Панин, Никита Фёдорович
Никита Фёдорович Панин (ум. 2 (12) января 1652) — московский дворянин, стряпчий и воевода из дворянского рода Паниных; был слугой пяти московских государей и воеводой в десяти русских городах; прадед вельмож Никиты и Петра Паниных, возведённых Екатериной II в графское достоинство.

## Биография
Потомок служилого человека Василия Панина, павшего в неудачном походе на Казань в 1530 году. В царствование Ивана Грозного, во время опричнины, Панины заметно выдвинулись и закрепились в Москве, трое из них уже числились рындами.
Никита Фёдорович Панин впервые упоминается в Боярском списке 1588—1589 годов в числе так называемых жильцов. С чина жильца обычно начинали службу дети относительно привилегированных отцов, служивших по «московскому списку».
В Боярском списке 1602—1603 годов, как и в Росписи по войску 1604 года, Никита Панин упоминается уже как выборный дворянин Архивная копия от 7 мая 2019 на Wayback Machine (по Козельску) с окладом 300 четей. «Выборный» здесь значит «отборный», «лучший», в его обязанности входило постоянно быть при дворце, как для охраны, так и для разного рода поручений. Чин выборного дворянина открывал также возможность получить назначение головой отряда или воеводой небольшого городка.
В годы Смуты, в 1606—1610 годах, Никита Панин оставался верным царю Василию Шуйскому, за что в 1610 году, вместе с другими «московскими сидельцами» из детей боярских, получившими награды, был пожалован вотчиной в Козельском уезде. После свержения Шуйского Панин, по-видимому, придерживался партии сторонников патриарха Гермогена, поднимавшего Русскую Землю на борьбу с польско-литовской интервенцией. Скорее всего поэтому в 1613 году новое правительство, освободив Москву, оказало ему доверие и направило воеводой в уездный городок Карачев, где нужно было провести ревизию писцовых книг.
В 1615 году переведён воеводой поближе к Москве — в Одоев.
За деятельное участие в обороне Москвы в 1618 году был награждён вотчинами в Вологодском и Шуйском уездах. Видимо, тогда же повышен до чина «московских дворян», — что для выборных дворян того времени было знаком отличия, — и в 1619 году назначен воеводой в стратегически важный город Ржев. Здесь под его началом был успешно отражён набег отряда крымских татар численностью в полторы тысячи человек.
В 1620 году назначен дозорщиком в Угличском посаде и уезде, — военная должность, соответствовавшая рангу подполковника. В первые годы после Смуты дозорщики не только командовали засечными сторожами, но и собирали с подчинённых положенные подати и повинности, а также передавали от казны материальное содержание, необходимое им для службы. Подати и повинности взимались по особым «дозорным книгам», которые сильно отличались от «книг писцовых», здесь рождались многие «соблазны» и «обиды». По решению Великого земского собора 1619 года на дозор в разорённые уезды направили «детей боярских и дворянских лутчих», «дозорщиков добрых», целовавших крест на том, «чтоб дозирать по правде, без посулов».
В 1624 году Никита Панин был направлен воеводой в Валуйки, — довольно слабую крепость, которую несколько раз сжигали и быстро восстанавливали; она находилась на южной границе у реки Оскол и стояла первой на пути крымских, ногайских и черкасских отрядов, набегавших на Русь по удобному Муравскому шляху, но обходивших сильную крепость Белгород с востока.
Вернувшись из Валуек, Никита Панин некоторое время состоял при дворце, принимая участие в официальных мероприятиях. В 1626 году царь вновь отличил его, пожаловав прибавку в немалые 130 рублей к окладу. В том же году Панин был снаряжён в Шацк для розыска появившихся в его окрестностях разбойников. «Для разбойного сыска» в его распоряжение дали ратных людей.
С 1627 года Никита Панин составлял писцовые книги для обширных земель бывшей новгородской Обонежской пятины, — Заонежских погостов, Водлозерского и Оштинского станов. Составлял он их, по словам историка, «не совсем добросовестно». Однако Панин запомнился местным жителям не этим, а той лёгкостью, с которой присваивал колоритные имена селениям без названия, то и дело встречавшимся в тех диких местах.
В 1630—1631 годах был воеводой «на Мезени», затем — «в Кевроле и на Мезени».
В 1633 г. Никита Панин упоминается как воевода Сторожевого полка, стоявшего в Пронске. И он «бил челом в отечестве» на воеводу Большого полка (стоявшего в Переяславле-Рязанском), князя Афанасия Козловского, «что ему [Никите] быть меньше [Афанасия] невместно», государь повелел им «быть на службе без мест».
Затем Никита Фёдорович Панин был воеводой в Суздале (1635—1636); составлял «осадные списки» в Кремле (1638); был засечным воеводой (1639); проводил перепись имущества богатейшей Троице-Сергивой лавры (1641—1642); состоял при дворце и встречал послов (1643—1645); был воеводой в Алатыре (1646—1647).
В 1648 году стряпчий московский дворянин Никита Фёдорович Панин, прослужив шестьдесят лет, вышел в отставку и под именем Никона принял постриг в Троице-Сергиевом монастыре. От болезней вскоре оглох. Умер во второй день 1652 года.
«Народная память помнит его как человека умного и незлобливого».